# Wingen-sur-Moder
Wingen-sur-Moder – miejscowość i gmina we Francji, w regionie Grand Est, w departamencie Dolny Ren.
Według danych na rok 1990 gminę zamieszkiwało 1551 osób, a gęstość zaludnienia wynosiła 89 osób/km² (wśród 903 gmin Alzacji Wingen-sur-Moder plasuje się na 179. miejscu pod względem liczby ludności, natomiast pod względem powierzchni na miejscu 98.).